# Joaquín Murillo
 (octobre 2014).
Si vous disposez d'ouvrages ou d'articles de référence ou si vous connaissez des sites web de qualité traitant du thème abordé ici, merci de compléter l'article en donnant les références utiles à sa vérifiabilité et en les liant à la section « Notes et références ».
Joaquín Murillo Pascual, né le 27 février 1932 à Barcelone (Catalogne, Espagne) et mort le 10 janvier 2009 à Saragosse (Aragon, Espagne), est un footballeur espagnol des années 1950 et 1960 qui jouait au poste d'attaquant.

## Biographie
Formé dans le club barcelonais de CE Europa, Joaquín Murillo est recruté en 1954 par le Real Valladolid où il joue pendant trois saisons. 
En 1957, il rejoint le Real Saragosse où il marque 113 buts en 178 matchs officiels. Avec 88 buts marqués, Murillo est le meilleur buteur en championnat de l'histoire du Real Saragosse. Après Raúl Tamudo, Murillo est le joueur catalan qui a marqué le plus de buts en première division du championnat d'Espagne (132 buts). Il fait partie des 30 meilleurs buteurs de l'histoire de la Liga.
En 1964, après sept saisons avec Saragosse, il rejoint le CE Europa où il met un terme à sa carrière en 1965.

## Palmarès
Avec le Real Saragosse :
- Vainqueur de la Coupe des villes de foires en 1964
- Vainqueur de la Coupe d'Espagne en 1964